# تطورية اجتماعية كلاسيكية
التطورية أو التطورية الاجتماعية الكلاسيكية هي توجهات نظرية اجتماعية ظهرت في القرن التاسع عشر حول تطور المجتمعات والثقافات. تشكلت من العديد من النظريات المتنافسة التي وضعها أثنولوجيون وأنثروبولوجيون وسوسيولوجيون مختلفون، فحواها أن المجتمعات تتحرك من الأكثر بدائية إلى الأكثر تحضرًا. تعرض هذا المنظور النظري لانتقادات أيديولوجية عميقة, ولكنه بقي جزئيًا اليوم في شكل معدل في التطورية الجديدة .

## مُمثلي التطورية
من منتصف القرن التاسع عشر، ونتيجة لنظرية التطور لتشارلز داروين ، التي اعتبرت نموذجًا عالميًا للعلوم الاجتماعية والإنسانية، نُشر عدد كبير من نماذج المراحل الثقافية التاريخية كان المقصود بها بيان زيادة التقدم البشري. وكان أهم ممثليها يوهان باخوفن، ولويس هنري مورغان، وإدوارد بورنيت تايلور، وجيمس جورج فريزر، وفريدريش إنجلز، وهربرت سبنسر ، وماكلينان John Ferguson McLennan. في القرن العشرين وفي أثناء معالجة انتقادات التطورية، ظهرت : التطورية الجديدة والتطور متعدد الخطوط .

## الافتراضات الأساسية
تأثرًا بعصر التنوير والتصنيع الاسكتلندي والفرنسي، من المفترض أن الإنسانية مرت بمراحل مختلفة من التطور من "البسيط" إلى " المعقد/ المتقدم". وإن مراحل التطور هذه هي نفسها دائمًا في جميع الأوقات وفي جميع المجتمعات ؛ لأنها ترتكز على انتظام قانوني شبه طبيعي أحادي السبب كعلة للتقدم الأحادي الخطي المزعوم. وعليه جُعلت الثقافة المسيحية الغربية الصناعية مع ما يسمى آنذاك بـ "الشعوب المتحضرة" في أعلى مستوى. وفقًا لأفكار أنصار التطورية الكلاسيكيين يجب أن تتطور تقدمًا إلى مستوى"الحضارة"، كل المجتمعات، بدءًا بما يسمى "الشعوب الطبيعية" مع " دياناتها الطبيعية "
كذلك قدم نموذج الجيولوجي لتشارلز ليل شرطًا أساسيًا مهمًا، فباستخدام نموذجه، كان من الممكن تصنيف اكتشافات الأدوات الحجرية التي تعود إلى عصور ما قبل التاريخ والتي عثر عليها جاك دي بيرث فيما يعرف الآن بفرنسا عام 1847م، حسب التسلسل الزمني. وكان هذا ممكنا بمساعدة نموذج الطبقات الجيولوجية، إذ يجب أن تكون الأداة بقِدم الطبقة الصخرية التي اكتشفت فيها.
ويتبع من هذا استنتاجين. فمن ناحية، الأرض والبشرية أقدم بكثير مما يسمح به مفهوم زمن الخلق في سفر التكوين. ومن ناحية أخرى، جرى تطبيق المنهج المقارن لدى الجيولوجيين على دراسة الثقافات. ومن خلال ملاحظة الظواهر الحالية، تم استخلاص استنتاجات حول المراحل الماضية من التطور البشري.
علاوة على ذلك، تسمح افتراضات النظرية التطورية بتفسير التشابهات الثقافية بين مختلف الشعوب من خلال عملية تتشابه مع التطور المتقارب في علم الأحياء، ففي ظل نفس الظروف البيئية أو ظروف مشابهة، تطور شعوب مختلفة ظواهر ثقافية متماثلة حتى بدون اتصال مباشر وثيق.
أدت التطورية، من بين أمور أخرى، إلى ظهور الداروينية الاجتماعية، التي قام ممثلوها بتقييم "نتائج" تطور الجينوم البشري ودافعوا في كثير من الأحيان عن تأثيره على عملية التقدم "الصحيحة" المفترضة.

## المنهجية
تعتمد الطريقة المقارنة على تصنيف السمات الإثنوغرافية المتماثلة. إذ تُعزل الظواهر الثقافية والاجتماعية الفردية وتصنيفها على أساس أوجه التشابه بينها. ويُنظر إلى مخطط التصنيف على أنه نموذج مرحلة تطورية.
أساس هذه النظريات التطورية المبكرة هو التقسيم الثلاثي الأجزاء لآدم فيرجسون إلى مراحل التطور "الهمجية"، و"البربرية"، و"الحضارة".
بالإضافة إلى ذلك، طورت النظرية التطورية مفهوم "البقاء"، الذي يصف البقايا الثقافية الناجية والذي كان يُعتقد أنه يمكن استخلاص استنتاجات حول الأزمنة الماضية.

## النقد
- تفسر التطورية بشكل منهجي التعايش بين الثقافات المختلفة في العالم على أنها واحدة وراء الأخرة: فالثقافات الأجنبية التي يفترض أنها بدائية يتم تحديدها مع الثقافة الماضية لمجتمعنا. وهذا يؤدي إلى الاستعارة المنتشرة على نطاق واسع عن "مرحلة الطفولة" البشرية، والتي يُستدل منها على الحق، بل الواجب، في تربية من يفترض أنهم متوحشون، أي إصلاحهم وتحضرهم وتبشيرهم ، وفي حال حدثت مقاومة استخدام العنف إذا لزم الأمر، كما كان شائعاً في تربية الأطفال حتى القرن الماضي. وفي هذا الصدد، تعتبر نظرية التطور بمثابة إضفاء الشرعية على الاستعمار والعنف المرتبط به.[5]
- كانت التطورية ولا تزال متهمة بالتمركز الإثني والمركزية الأوروبية وفرض رؤية أوروبية خاصة على العالم انطلاقاً من الاقتناع أو الحاجة إلى التبرير بأن على المرء أن يساعد "المتوحشين" على التطور من أدنى مستوى للتطور. وتعتبر النسبية الثقافية مفهوما مضادا منهجيا.[6]
- وثمة اتهام آخر هو أن المواد التجريبية غالبًا ما تستخدم بشكل انتقائي من قبل التطوريين، بحيث تُهمل المواد التجريبية المتباينة في التنظير والتعميم السريع.
- علاوة على ذلك، يُنتقد التطوريين لأنهم يستخدمون عمليات الانتشار ، أي تبني عناصر ثقافية معينة من مجموعات أخرى.

## فرضيات مورغان التطورية نموذجًا
انتبه لويس هنري مورغان في القرن التاسع عشر إلى خصوصية عند فحص نظام القرابة عند الإيراكوي . وأشار إلى أنهم استخدموا نفس المصطلح للعديد من الأقارب. ففي نظام القرابة هذا، يتم التعامل مع الأخت بنفس مصطلح القرابة مثل ابنة العم وبنت الخالة. ومع ذلك، فإن ابنة الخال أو ابنة العمة حصلت على مصطلح قرابة مختلف (وينطبق الشيء نفسه على الأخ، الذي يتلقى نفس مصطلح ابن العم وابن الخالة).
ووجد مورغان لاحقًا نفس النظام بين الأنيشينابه ولاحقًا بين التاميليون في جنوب الهند، فافترض - متأثرًا بالوضع الراهن للعلوم حينها - أن هذه التشابهات كانت دليلاً على أصل مشترك. كان من المفترض أن يتوافق نظام قرابة الإيراكوي مع مرحلة معينة من التطور يمر بها كل مجتمع في مرحلة ما. ويمثل نموذج الأسرة الغربية للأسرة الأحادية نقطة النهاية لهذا التطور.
بناءً على هذه الدراسات، طور مورغان تاريخًا تطوريًا للعائلة . رأى على المستوى الأدنى مرحلة من الاختلاط البدائي، وأن عقابيل سفاح القربى أدت في النهاية إلى حظر زواج الأخوات. هكذا نشأ زواج الأباعد، وصارت الزوجات تُختار من مجموعة أخرى. وعبر مراحل وسطية، يؤدي هذا التطور في البداية إلى الأسرة الأبوية، وأخيرًا إلى أعلى مستوى من التطور، وهو أسرة الزواج الأحادي.
وضع مورغان مخططًا تطوريًا من سبع مراحل للتطورية البشرية، تميز الانتقال فيه من مستوى إلى المستوى التالي بالتطورات التقنية، وسماها "الابتكارات الثورية".
- استخدام النار والنظام الغذائي البحري (يختلف عن النظام الغذائي الذي يحتوي على الفواكه والمكسرات للمستوى الأول السابق، مستوى الوحشية)
- القوس والسهم
- الفخار (الذي يمثل بداية البربرية )
- وتدجين الحيوانات في " نصف الكرة الأرضية الشرقي " وزراعة النباتات، وكذلك استخدام الطوب اللبن والحجر لبناء المنازل في " نصف الكرة الغربي "
- معالجة الحديد
- اختراع الأبجدية الصوتية واستخدام الكتابة في الأدب (والتي من شأنها أن تمثل بداية مرحلة الحضارة).[7]

لاقت أفكار مورغان قبولاً واسع النطاق في عصره، فمثلًا أشار كل من كارل ماركس وفريدريك إنجلز صراحةً إلى إليه في أعمالهما عن المادية التاريخية، وبدءًا من تسلسل مورغان التطوري الوحشية ثم البربرية ثم الحضارة، اشتق إنجلز البنية الطبقية للمجتمع القبلي: مجتمع العبودية ومجتمع الإقطاعية ومجتمع الرأسمالية .
ومن منظور اليوم، فإن تصريحات مورغان النظرية لا يمكن الدفاع عنها. وعلى وجه الخصوص، تم انتقاد ربط مراحل التطوير بإنجازات تكنولوجية محددة للغاية.

## هوامش
1. ↑  Klaus E. Müller: Schamanismus. Heiler, Geister, Rituale. 4. Auflage, C. H. Beck, München 2010 (Originalausgabe 1997), ISBN 978-3-406-41872-3. S. 110.
2. ↑  Stefan Hartmann: Evolutionismus. In: Metzler Lexikon Religion. Gegenwart – Alltag – Medien. J.B. Metzler, Stuttgart/Weimar 2005, Bd. 1, S. 336.
3. ↑  Stefan Hartmann: Evolutionismus. In: Metzler Lexikon Religion. Gegenwart – Alltag – Medien. J.B. Metzler, Stuttgart/Weimar 2005, Bd. 1, S. 337.
4. ↑  بالإنجليزية Convergent evolution
5. ↑  Stefan Hartmann: Evolutionismus. In: Metzler Lexikon Religion. Gegenwart – Alltag – Medien. J.B. Metzler, Stuttgart/Weimar 2005, Bd. 1, S. 337 ff.
6. ↑  Justin Stagl: Kulturrelativismus. in: Walter Hirschberg (Begr.), Wolfgang Müller (Red.): Wörterbuch der Völkerkunde. Neuausgabe, 2. Auflage, Reimer, Berlin 2005, S. 226.
7. ↑  Lewis Henry Morgan: Ancient Society: or, Researches in the line of human progress from savagery through barbarism to civilization. Charles H. Kerr & Company, Chicago 1877, S. 9–18